# نوال فهمي
نوال فهمي (1 يناير 1935 -) هي ممثلة مصرية.

## حياتها ونشأتها
ولدت في 1 يناير 1935 بالقاهرة، بدأت العمل الفني منذ منتصف الستينات من القرن العشرين، من خلال عدد كبير من الأدوار الثانوية.

## أعمالها[4]
بعد العاصفة
1989 - مسلسل
يا عزيزي كلنا لصوص
1989 - فيلم
والدة مرتضي
إشراقة القمر
1987 - مسلسل
عصمت
امرأتان ورجل
1987 - فيلم
زمن حاتم زهران
1987 - فيلم
أزواج لكن غرباء
1986 - مسلسل
الاختلاط ممنوع
1986 - فيلم
الأوباش
1986 - فيلم
والدة فريد
سفر الأحلام
1986 - مسلسل
عصر الذئاب
1986 - فيلم
حالة خاصة
1985 - مسلسل
خيوط العنكبوت
1985 - فيلم
والدة إلهام
وأدرك شهريار الصباح
1985 - مسلسل
الخاطبة
الطماعين
1984 - فيلم
العايقة والدريسة
1984 - فيلم
الليلة الموعودة
1984 - فيلم
مديرة الملهى الليلي
رحلة المليون
1984 - مسلسل
شقة الأستاذ حسن
1984 - فيلم
زوجة حلمى
الغول
1983 - فيلم
حياة زوجة فهمي الكاشف
حادث النصف متر
1983 - فيلم
عابر سبيل
1983 - مسلسل
شكرية
نص أرنب
1983 - فيلم
والدة سهام
الجسر
1982 - مسلسل
نوال
الغيرة القاتلة
1982 - فيلم
عالية والدة دينا
واشهد يازمن
1982 - مسلسل
الشك
1981 - مسلسل
ثريا أخت منى
الشريدة
1980 - فيلم
زوجة رفعت
دموع في عيون وقحة
1980 - مسلسل
سونيا
كف القدر
1980 - مسلسل
لست شيطانا ولا ملاكا
1980 - فيلم
ام ناهد
الشك يا حبيبي
1979 - فيلم
جمالات
العملاق
1979 - مسلسل
الوليمة
1979 - مسلسل
ولا يزال التحقيق مستمرا
1979 - فيلم
أم الطالب
الصعود إلى الهاوية
1978 - فيلم
أم عبلة
إني خائفة
1978 - مسلسل
ثريا
مكالمة بعد منتصف الليل
1978 - فيلم
وفاء بلا نهاية
1978 - مسلسل
رجاء
حكاية عريس وعروسة
1977 - مسلسل
هكذا الأيام
1977 - فيلم
سنه أولى حب
1976 - فيلم
زوجة وزير الحربية
شجرة اللبلاب
1976 - مسلسل
بابا آخر من يعلم
1975 - فيلم
قصيرة.. قصيرة الحياة
1974 - مسلسل - تمثيلية
العنكبوت
1973 - مسلسل
صوت الحب
1973 - فيلم
بنك القلق
1972 - مسلسل
كلاب الحراسة
1972 - مسلسل
الساعات الرهيبة
1970 - فيلم
حب المراهقات
1970 - فيلم
عين الحياة
1970 - فيلم
وجه الحب الآخر
1969 - مسلسل
التلميذة والأستاذ
1968 - فيلم
أبله زينب
أما مقلب
1968 - فيلم - قصير
بابا عايز كده
1968 - فيلم
شنبو في المصيدة
1968 - فيلم
عالم مضحك جداً
1968 - فيلم
أخطر رجل في العالم
1967 - فيلم
الناس يضربون عنتر
1967 - مسلسل
شباب مجنون جداً
1967 - فيلم
حارة السقايين
1966 - فيلم
العلمين
1965 - فيلم
الوديعة
1965 - فيلم
المراهقان
1964 - فيلم
نوظفة
من أجل حنفي / الزوج المتشرد
1964 - فيلم
السكرتيره
أشواق
0 - فيلم
اعرف نفسك
0 - برنامج
الأخوين
0 - سهرة تليفزيونية
ألفت المعداوي
البيت القديم
0 - مسرحية
ضمير امرأة
0 - سهرة تليفزيونية
قمر يا حبيبتي
0 - سهرة تليفزيونية
كمين الحب
0 - سهرة تليفزيونية